# Hearne
Hearne és una ciutat al Comtat de Robertson a l'estat de Texas. Segons el cens del 2000 tenia 4.690 habitants.

## Demografia
Segons el cens del 2000, Hearne tenia 4.690 habitants, 1.710 habitatges, i 1.190 famílies. La densitat de població era de 441,7 habitants per km².
Dels 1.710 habitatges en un 36,7% hi vivien nens de menys de 18 anys, en un 39,2% hi vivien parelles casades, en un 25,6% dones solteres, i en un 30,4% no eren unitats familiars. En el 27,8% dels habitatges hi vivien persones soles el 15,4% de les quals corresponia a persones de 65 anys o més que vivien soles. El nombre mitjà de persones vivint en cada habitatge era de 2,7 i el nombre mitjà de persones que vivien en cada família era de 3,31.
Per edats la població es repartia de la següent manera: un 32,9% tenia menys de 18 anys, un 9,1% entre 18 i 24, un 24,3% entre 25 i 44, un 18,7% de 45 a 60 i un 15,1% 65 anys o més.
L'edat mediana era de 32 anys. Per cada 100 dones de 18 o més anys hi havia 77,8 homes.
Entorn del 29,2% de les famílies i el 31,2% de la població estaven per davall del llindar de pobresa.

## Poblacions properes
El següent diagrama mostra les poblacions més properes.